# Motte castrale de la Cour des Domaines
La motte castrale de la Cour des Domaines est un ancien château de terre et de bois qui se dresse sur le territoire de la commune française de Gerrots dans le département du Calvados, en région Normandie.
La motte castrale, la basse-cour et les fossés attenants sont classés au titre des monuments historiques.

## Localisation
La motte castrale de la Cour des Domaines se dresse à 700 mètres à l'ouest-nord-ouest de la mairie de Gerrots, dans le département français du Calvados.

## Description
La motte féodale qui mesure 30 mètres de diamètre est entourée de deux enceintes et fossés.

## Protection
La motte castrale La Cour des Domaines ; la basse-cour ainsi que les fossés attenants sont classés au titre des monuments historiques par arrêté du 3 septembre 1981.